# Municipio de Magdalena Tlacotepec
El municipio de Magdalena Tlacotepec es uno de los 570 municipios que conforman al estado mexicano de Oaxaca. Pertenece al distrito de Tehuantepec, dentro de la región Istmo. Su cabecera es la localidad de Magdalena Tlacotepec.
La palabra Tlacotepec es de origen nahuatl la cual se deriva de tlaco: "medio" y tepetl: "cerro", lo cual podría dar como significado "Lugar situado en medio de cerros o cerro partido".

El municipio fue fundado en el año de 1650 y cuenta con una superficie de 234.75 km². Magdalena Tlacotepec se localiza en la zona sureste del estado de Oaxaca, dentro del Istmo de Tehuantepec, limitando con las localidades de Santiago Laollaga y Santo Domingo, en la parte norte, mientras que las localidades limitantes en la zona sur se encuentran Santa María Mixtequilla y Santo Domingo Tehuantepec. Este cuenta con una población de 1339 habitantes  y los porcentajes de analfabetismo entre los habitantes adultos de este municipio nos encontramos con el 20% del total de la población, educación preescolar en 5%, primaria completa 23%, secundaria completa 25%, preparatoria en 15%.

## Clima
El clima predominante que podemos encontrar en Magdalena Tlacotepec es caluroso con lluvias durante el verano, mientras que en el caso de la flora y fauna de este municipio, los principales animales que se encuentran son el jabalí y el venado, además de matarrales, el mezquite, mango, el té de zacate y el clavel.

## Gastronomía
Así como los demás municipios de Oaxaca tienen sus platillos típicos, Magdalena Tlacotepec no es la excepción, pues cuenta con una extensa variedad de platillos y dulces entre los cuales los más destacados y principales de esta localidad son el estofado, el mole, la calabaza dulce, el mango y la papaya, mientras que el mezcal se convierte en la bebida más típica de este lugar tanto entre sus habitantes como en los turistas que lo visitan.

## Turismo

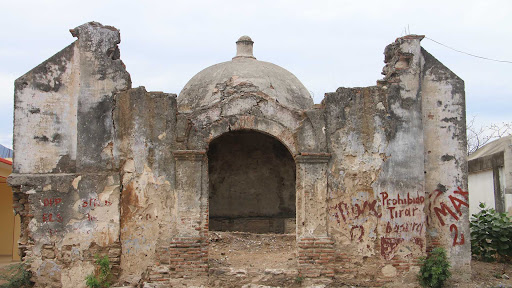
Templo de Santa María de Magdalena, edificada en el

Por otro lado, entre sus lugares más turísticos, destaca un balneario el cual se encuentra al noreste del municipio de Magdalena Tlacotepec a unos 4.5 km aproximadamente llamado El ojo de agua de Tlacotepec el cual cuenta con albercas de tipo rústico y se localiza en las carcanías de Guiengola, una antigua fortaleza zapoteca, haciendo una combinación perfecta con la belleza del lugar el cual se nutre con el agua dulce y cristalina del manantial.